# Râul Slatina, Cochirleanca
Râul Slatina este un curs de apă, afluent al râului Cochirleanca.